# Бутрин Мирослав Леонович

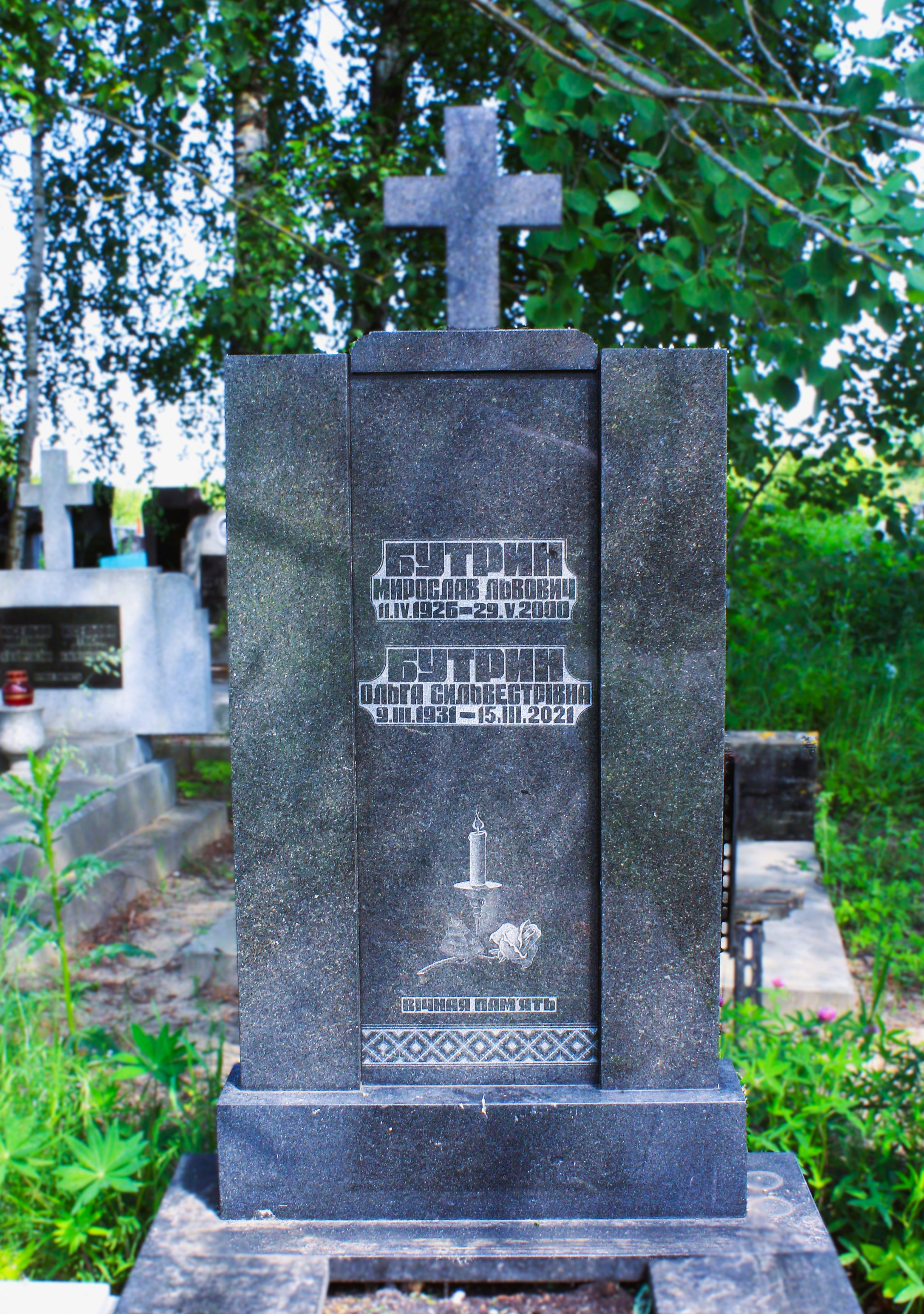
Надгробок Мирослава Бутрина (1926–2000) — українського літературознавця, бібліографа й дослідника української книги та періодики.

Миросла́в Лео́нович Бутрин (11 квітня 1926, Стегниківці Тернопільського району Тернопільської області — 29 травня 2000, Львів) — український літературознавець, бібліотекознавець, бібліограф, дослідник української бібліографії, книги та періодики.
Учасник Другої світової війни.

## Доробок
Упорядник бібліографічних покажчиків:
- «Бібліографічні покажчики з української мови і літератури»
- «Мова і стиль українських письменників», ряду публікацій з літературознавчої бібліографії та історії українського друку:
- 1966 — «Мова і стиль українського письменства. Бібліографічний покажчик літератури за 1953-64 pp.», Львів,
- 1968 — «Гайдамацьке повстання 1768» р.: бібліографічний список, Львів
- 1970 — «До історії австрійської цензури», «Архіви України», ч. 5. Київ,
- 1979 — «Визвольна війна українського народу 1648—1654 рр. під проводом Богдана Хмельницького і возз'єднання України з Росією в художній літературі», «Українське літературознавство»,
- 1980, 1982 — «Письменники-лауреати премій СРСР та союзних республік», «Вища школа», з Віталієм Наумовичем Кутиком,
- 1983 — «Федір Пилипович Максименко: бібліографія» — Львів
- 1993 — «Василь Щурат в бібліографії»;
- 1995 — «Іншомовні джерела до історії міст і сіл України: покажчик літератури», Львів,
- 1995 — «Історія України в українському красному письменстві: матеріали до бібліографічного покажчика», Львів, «Фенікс»,
- 1995 — «Голубець Микола. Українська журналістика в іменах», випуск 2. — Львів,
- 1996 — «Книготорговельна бібліографічна інформація у Науковому товаристві ім. Шевченка у Львові», «Бібліотека Наукового товариства ім. Шевченка: книги і люди», Львів,
- 1989, 2003 — «Українська книготорговельна бібліографія в Україні першої половини 19 сторіччя», видавничий центр «Академія».
- Похований на 29 В полі Голосківського цвинтаря.